# Taizhong
Taizhong (chiń. 台中; pinyin Táizhōng; pe̍h-ōe-jī Tâi-tiong, oficjalnie używana nazwa w alfabecie łacińskim: Taichung) – miasto w zachodnim Tajwanie. Ma status miasta wydzielonego. W 2010 roku liczyło 2 665 134 mieszkańców. Ośrodek szkolnictwa wyższego oraz spożywczego, włókienniczego, maszynowego i wysokich technologii. Ważny węzeł komunikacyjny.
Miasto wydzielone Taizhong zostało utworzone 25 grudnia 2010 roku, w wyniku połączenia miasta Taizhong z powiatem o tej samej nazwie.

## Podział administracyjny
Miasto Taizhong dzieli się na 29 dzielnic:
| Nazwa    | Chiński | Populacja (2010) | Powierzchnia (km²) |
| -------- | ------- | ---------------- | ------------------ |
| Bei      | 北區    | 147 639          | 6,9376             |
| Beitun   | 北屯區  | 246 880          | 62,7034            |
| Da’an    | 大安區  | 20 308           | 27,4045            |
| Dadu     | 大肚區  | 55 725           | 37,0024            |
| Dajia    | 大甲區  | 78 387           | 58,5192            |
| Dali     | 大里區  | 197 716          | 28,8758            |
| Daya     | 大雅區  | 89 825           | 32,4109            |
| Dong     | 東區    | 73 969           | 9,2855             |
| Dongshi  | 東勢區  | 53 259           | 117,4065           |
| Fengyuan | 豐原區  | 165 433          | 41,1845            |
| Heping   | 和平區  | 10 743           | 1037,8192          |
| Houli    | 后里區  | 54 287           | 58,9439            |
| Longjing | 龍井區  | 74 474           | 38,0377            |
| Nan      | 南區    | 117 365          | 6,8101             |
| Nantun   | 南屯區  | 153 779          | 31,2578            |
| Qingshui | 清水區  | 85 620           | 64,1709            |
| Shalu    | 沙鹿區  | 81 534           | 40,4604            |
| Shengang | 神岡區  | 63 753           | 35,0445            |
| Shigang  | 石岡區  | 15 976           | 18,2105            |
| Taiping  | 太平區  | 172 965          | 120,7473           |
| Tanzi    | 潭子區  | 100 481          | 25,8497            |
| Waipu    | 外埔區  | 32 051           | 42,4099            |
| Wufeng   | 霧峰區  | 63 975           | 98,0779            |
| Wuqi     | 梧棲區  | 55 262           | 16,6049            |
| Wuri     | 烏日區  | 68 709           | 43,4032            |
| Xi       | 西區    | 113 659          | 5,7042             |
| Xinshe   | 新社區  | 25 637           | 68,8874            |
| Xitun    | 西屯區  | 206 536          | 39,8467            |
| Zhong    | 中區    | 22 472           | 0,8803             |

## Miasta partnerskie
- New Haven, Stany Zjednoczone
- Chungju, Korea Południowa
- Santa Cruz, Boliwia
- Tucson, Stany Zjednoczone
- Baton Rouge, Stany Zjednoczone
- Cheyenne, Stany Zjednoczone
- Winnipeg, Kanada
- Pietermaritzburg, Południowa Afryka
- San Diego, Stany Zjednoczone
- Reno, Stany Zjednoczone
- Austin, Stany Zjednoczone
- Manchester, Stany Zjednoczone
- North Shore City, Nowa Zelandia
- Tacoma, Stany Zjednoczone
- Kwajalein, Wyspy Marshalla
- San Pedro Sula, Honduras
- Makati, Filipiny
- Debreczyn, Węgry